# Argentina en los Juegos Olímpicos de Oslo 1952
Argentina participó en los Juegos Olímpicos de Oslo 1952, con una delegación de 12 atletas (11 hombres y 1 mujer) que compitieron en 2 deportes.
El equipo olímpico argentino no obtuvo ninguna medalla en estos Juegos.

## Bobsleigh
Masculino
| Trineo | Atletas                                                    | Evento    | 1.ª manga | 1.ª manga | 2.ª manga | 2.ª manga | 3.ª manga | 3.ª manga | 4.ª manga | 4.ª manga | Total   | Total    |
| Trineo | Atletas                                                    | Evento    | Tiempo    | Posición  | Tiempo    | Posición  | Tiempo    | Posición  | Tiempo    | Posición  | Tiempo  | Posición |
| ------ | ---------------------------------------------------------- | --------- | --------- | --------- | --------- | --------- | --------- | --------- | --------- | --------- | ------- | -------- |
| ARG-1  | Carlos Tomasi Robert Bordeu Carlos Sareisian Héctor Tomasi | Cuádruple | 1:20,15   | 13        | 1:19,81   | 6         | 1:19,35   | 10        | 1:19,54   | 7         | 5:18,85 | 8        |

## Esquí alpino

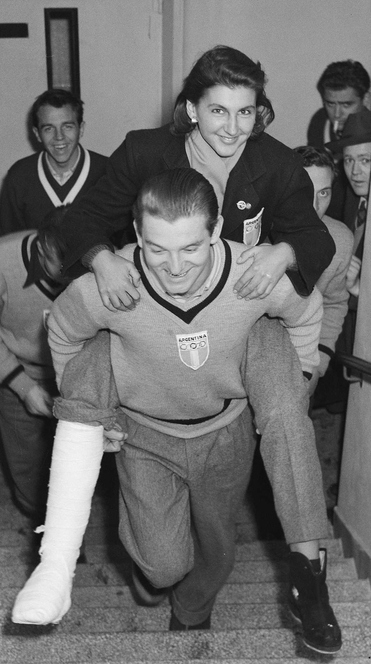
Miembros de la delegación argentina a Oslo 1952.

Masculino
| Atleta              | Evento          | 1.ª manga | 1.ª manga | 2.ª manga | 2.ª manga | Total         | Total         |
| Atleta              | Evento          | Tiempo    | Posición  | Tiempo    | Posición  | Tiempo        | Posición      |
| ------------------- | --------------- | --------- | --------- | --------- | --------- | ------------- | ------------- |
| Aristeo Benavídez   | Descenso        | —         | —         | —         | —         | Descalificado | Descalificado |
| Carlos Eiras        | Descenso        | —         | —         | —         | —         | Descalificado | Descalificado |
| Gino de Pellegrín   | Descenso        | —         | —         | —         | —         | 4:02,0        | 70            |
| Otto Jung           | Descenso        | —         | —         | —         | —         | 3:34,9        | 62            |
| Pablo Rosenkjer     | Descenso        | —         | —         | —         | —         | 3:02,9        | 47            |
| Luis de Ridder      | Descenso        | —         | —         | —         | —         | 3:01,8        | 46            |
| Gino de Pellegrín   | Eslalon gigante | —         | —         | —         | —         | 3:09,5        | 66            |
| Otto Jung           | Eslalon gigante | —         | —         | —         | —         | 3:03,7        | 61            |
| Luis de Ridder      | Eslalon gigante | —         | —         | —         | —         | 3:00,9        | 56            |
| Pablo Rosenkjer     | Eslalon gigante | —         | —         | —         | —         | 2:55,9        | 49            |
| Pablo Rosenkjer     | Eslalon         | 1:23,3    | 70        | No avanzó | No avanzó | No avanzó     | No avanzó     |
| Otto Jung           | Eslalon         | 1:21,7    | 67        | No avanzó | No avanzó | No avanzó     | No avanzó     |
| Luis de Ridder      | Eslalon         | 1:21,0    | 64        | No avanzó | No avanzó | No avanzó     | No avanzó     |
| Francisco de Ridder | Eslalon         | 1:16,0    | 55        | No avanzó | No avanzó | No avanzó     | No avanzó     |

Femenino
| Atleta           | Evento          | 1.ª manga | 1.ª manga | 2.ª manga | 2.ª manga | Total  | Total    |
| Atleta           | Evento          | Tiempo    | Posición  | Tiempo    | Posición  | Tiempo | Posición |
| ---------------- | --------------- | --------- | --------- | --------- | --------- | ------ | -------- |
| Ana María Dellai | Descenso        | —         | —         | —         | —         | 2:00,3 | 28       |
| Ana María Dellai | Eslalon gigante | —         | —         | —         | —         | 2:29,7 | 31       |
| Ana María Dellai | Eslalon         | 1:14,4    | 24        | 1:15,3    | 32        | 2:29,7 | 29       |